# Île d'Amuitz
L'île d'Amuitz (en espagnol Isla d'Amuaitz et en basque Amuitz Uhartea) est le nom donné à une petite île située près du cap Higuer, en Mer Cantabrique , dans la municipalité de Fontarrabie, au Guipuscoa, en Espagne.

## Galerie

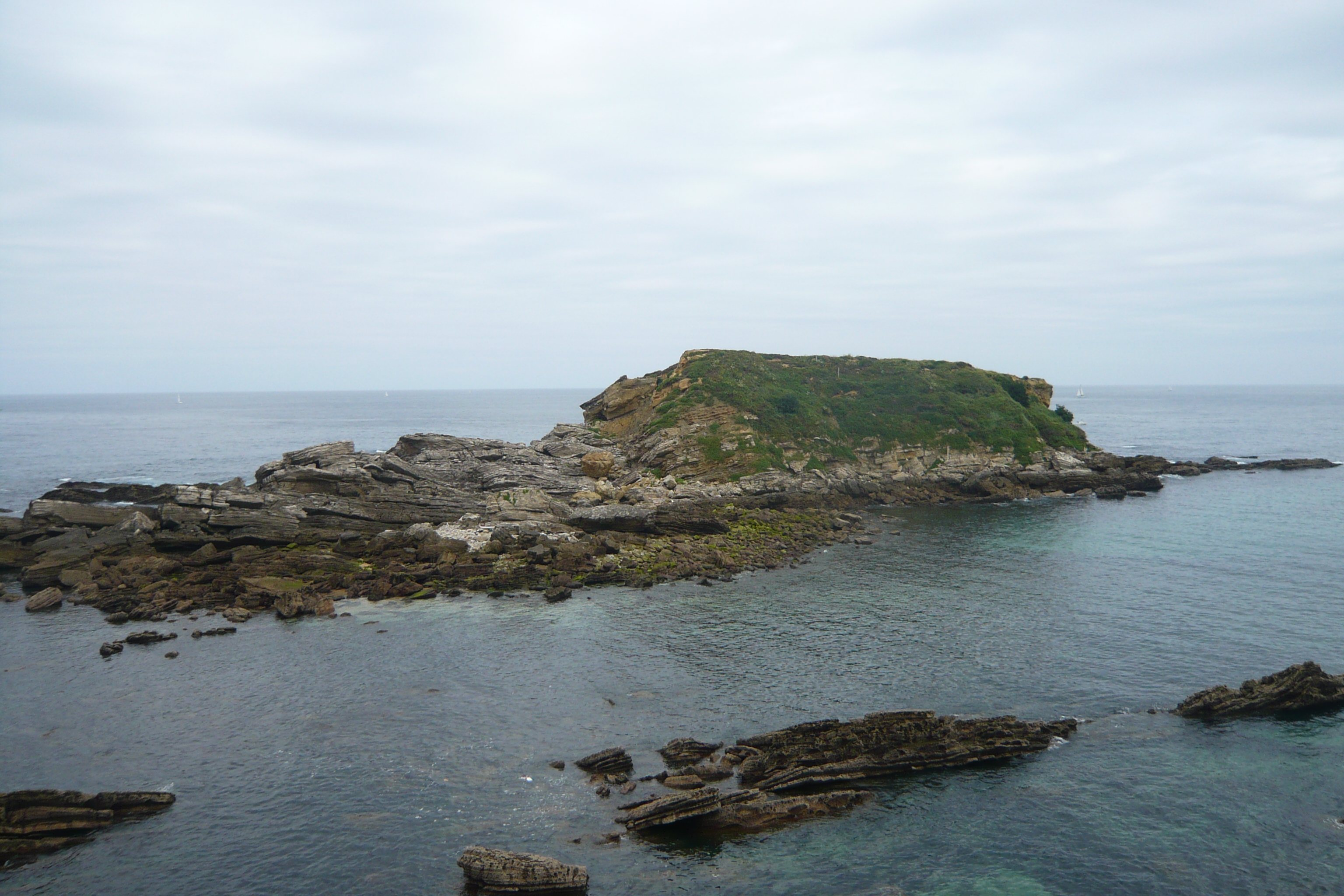